# Ampelochóri (ort i Grekland, Västra Makedonien)
Ampelochóri (Ampelochori) är en ort i Grekland.   Den ligger i prefekturen Nomós Kastoriás och regionen Västra Makedonien, i den norra delen av landet, 300 km nordväst om huvudstaden Aten. Ampelochóri ligger 662 meter över havet och antalet invånare är 134.
Terrängen runt Ampelochóri är kuperad åt sydost, men åt nordväst är den platt. Runt Ampelochóri är det glesbefolkat, med 19 invånare per kvadratkilometer. Närmaste större samhälle är Árgos Orestikó, 2,6 km norr om Ampelochóri. Trakten runt Ampelochóri består till största delen av jordbruksmark.